# Die Zombiejäger
Die Zombiejäger är en svensk lågbudgetrysare. En mängd skådespelare medverkar i filmen, bland annat Magus Caligula från Dark Funeral. Filmen spelades in i Göteborg mellan 2003 och 2005. Filmen hade premiär på Fantastisk Filmfestival i Lund.

## Handling
Göteborg invaderas av zombies. Tre hårdnackade jägare från Tyskland anländer till Göteborg, en stad där fullständigt kaos råder och där människorna fruktar för sina liv, med en genial plan: banka skiten ur asen.
I sin jakt på zombies stöter jägarna på flera väldigt konstiga människor som en italiensk lönnmördare, en irriterande reporter och en nekrofil.

## Om filmen
”Die Zombiejäger” finansierades med privata pengar och ett mindre teknikstöd från Filmcentrum Väst. ”Die Zombiejäger” spelades in under 3 år mellan 2003 till premiären 2005. Den filmades på formatet Mini-DV och allt ljud lades till i efterhand. Ljudläggningen stod Gustaf Grefberg för. ”Die Zombiejäger” har över 200 digitala effekter och de gjordes av Joel Arvidsson och Lasse Persson. Wolcher frågade runt efter folk som ville spela biroller och bland annat George Svensson från Nasty Idols ställde upp. 

## Rollista
- Nick Holmquist - Dieter Höss
- Martin Brisshäll - Heinrich Rummel
- Christian van Caine - Ivo Reinharth
- Margareta Strand - Ewa Weiss
- Erich Silva - The Zombie Master
- Aldo Cunei - Claudio Dragonetti
- Yohanna Idha - Magdalena Forsmark[5]
- Emperor Magus Caligula - Den Store Nekrofilen
- George Svensson - Zombie
- Jonas Lübeck - Hans Buttgeritz / Gul Zombie
- Helena Karlsson - Ingela Karlsson
- Andreas Andersson - Roger
- Adam Thorp - Zombie[6]
- Peter Lihnell - Goon 1
- Mathias Engman - Goon 2

## Musik
Dark Funeral gav filmen sitt stöd genom att låta Wolcher använda två av deras låtar,Godhate och Thus I Have Spoken, gratis. Över 20 band och artister medverkade på soundtracket till filmen, bl.a. Aardia som bidragit med den atmosfäriska filmmusiken.

### Fotnoter
1. ↑  http://www.imdb.com/title/tt0480777/companycredits
2. ↑  http://www.old.fff.se/katalog/katalogfilm.asp?ID=675
3. ↑  ”Arkiverade kopian”. Arkiverad från originalet den 30 mars 2012. https://web.archive.org/web/20120330182549/http://blog.swegore.com/2008/03/25/die-zombiejager/. Läst 26 oktober 2012.
4. ↑  ”Arkiverade kopian”. Arkiverad från originalet den 24 november 2012. https://web.archive.org/web/20121124153448/http://www.filmcafe.se/artikel/svensk-skrack-film-zombie. Läst 26 oktober 2012.
5. ↑  http://www.imdb.com/name/nm1779355/
6. ↑  http://www.imdb.com/title/tt0480777/fullcredits#cast